# Племянников, Владимир Семёнович
Владимир Семёнович Племянников — дворцовый дьяк.
Ездил по заданию великого князя Василия III Ивановича 24 ноября 1517 года в Вену к императору Максимилиану I с толмачом Истомой Малым, чтобы объяснить позицию Москвы и потребовать обещанное содействие в войне против польского короля Сигизмунда I. 23 марта 1518 года прибыл в Инсбрук и на третий день представился цесарю, от которого был отпущен 21 апреля и вернулся в Москву 16 июля с послами Франциском де-Коллой и Антонием Комитом.
В 1528 году был направлен дьяком во Псков на место умершего Мисюря Мунехина. «И быша по Мисюри дьяки частые и мудрые, а земля пуста», — с язвительной иронией замечает местный летописец.